# War Without End
War Without End – debiutancki album amerykańskiej grupy muzycznej Warbringer.

## Lista utworów
1. Total War - 4:30
2. Systematic Genocide - 3:49
3. Dread Command - 2:52
4. Hell On Earth - 3:17
5. At The Crack Of Doom - 3:40
6. Beneath The Waves - 3:49
7. Instruments Of Torture - 3:36
8. Shoot To Kill - 3:13
9. Born Of The Ruins - 3:46
10. Combat Shock - 3:52
11. Epicus Maximus - 3:02

## Twórcy
- John Kevill - śpiew
- John Laux - gitara elektryczna
- Adam Carroll - gitara elektryczna
- Andy Laux - gitara basowa
- Ryan Bates - perkusja